# طريق القاهرة - العين السخنة
طريق القاهرة - العين السخنة أو طريق القطامية العين السخنة طريق حر وأحد الطرق الرئيسية في جمهورية مصر العربية، يربط بين العاصمة المصرية القاهرة، ومدينة العين السخنة بمحافظة السويس على ساحل البحر الأحمر بطول حوالي 88 كم، وتديره الشركة الوطنية لإنشاء وتنمية الطرق، تبلغ سعة الطريق في الاتجاه الواحد ستة حارات مرورية مخصصة للسيارات وحارتين مروريتين مخصصتين للنقل الثقيل.
يبدأ الطريق غربًا في نطاق محافظة القاهرة من التقاطع مع الطريق الدائري ويمتد شرقاً حتى التقاطع مع طريق العين السخنة - الغردقة داخل نطاق محافظة السويس، ويمر الطريق على مدينتين رئيسيتين هما العاصمة الإدارية الجديدة والقاهرة الجديدة، كما يتقاطع مع عدة طرق رئيسية هي الطريق الدائري (الأوسطي)، الطريق الدائري (الإقليمي)، ومحور 30 يونيو، وطريق هضبة الجلالة، ويضم الطريق عدة معالم رئيسية أهمها مقر قيادة الدولة الاستراتيجي، مدينة مصر الدولية للألعاب الأولمبية، والعديد من المنشآت الصناعية.